# Yuriko Ishida
Pour les articles homonymes, voir Ishida.
Yuriko Ishida (石田 ゆり子, Ishida Yuriko), née le 3 octobre 1969 à Nagoya, est une actrice japonaise.

## Biographie
Yuriko Ishida est la sœur de la chanteuse et actrice Hikari Ishida.

## Filmographie sélective

### Au cinéma
- 1990 : Jugatsu (３－４Ｘ１０月, 3-4x10 Gatsu / San tai yon ekkusu jugatsu?) de Takeshi Kitano : Sayaka
- 1999 : Himitsu (秘密?) de Yōjirō Takita : Taeko Hashimoto
- 2005 : Kita no zeronen (北の零年?) d'Isao Yukisada : Kayo Mamiya
- 2008 : God's Puzzle (神様のパズル, Kamisama no pazuru?) de Takashi Miike : Hatomura
- 2008 : Personne ne veille sur moi (誰も守ってくれない, Dare mo mamotte kurenai?) de Ryōichi Kimizuka : Kumiko Honjo
- 2018 : Cafe Funiculi Funicula (コーヒーが冷めないうちに, Kōhī ga samenai uchi ni?) d'Ayuko Tsukahara : la femme en vêtement d'été
- 2019 : Kioku ni gozaimasen (記憶にございません!?) de Kōki Mitani : Satoko Kuroda

### À la télévision
- 2009 : Majo saiban (魔女狩り?) : Kyoko Kashiwagi (série télévisée)
- 2016 : Nigeru wa Haji da ga Yaku ni Tatsu (逃げるは恥だが役に立つ?) : Yuri Tsuchiya

## Doublage
- 1994 : Pompoko (総天然色漫画映画 平成狸合戦ぽんぽこ, Heisei tanuki gassen Ponpoko?) d'Isao Takahata : Kiyo
- 1997 : Princesse Mononoké (もののけ姫, Mononoke hime?) de Hayao Miyazaki : San
- 2006 : Taneyamagahara no yoru (種山ヶ原の夜?) de Kazuo Oga : Okiyo
- 2007 : Hokuto no Ken 2 : L'Héritier du Hokuto (真救世主伝説 北斗の拳 ラオウ伝 激闘の章, Shin kyūseishu densetsu Hokuto no Ken - Raōh den gekitō no shō?) de Takahiro Imamura : Yuria
- 2008 : Hokuto no Ken 3 : La Légende de Kenshiro (真救世主伝説 北斗の拳ZERO ケンシロウ伝, Shin kyūseishū densetsu Hokuto no Ken zero – Kenshirō den?) de Kōbun Shizuno : Yuria
- 2011 : La Colline aux coquelicots (コクリコ坂から, Kokuriko-saka kara?) de Gorō Miyazaki : Miki Hokuto

## Distinctions
Sauf indication contraire, les informations mentionnées dans cette section peuvent être confirmées par la base de données cinématographiques IMDb,  présente dans la section « Liens externes ».

### Sélections
- 2006 : prix de la meilleure actrice dans un second rôle pour Kita no zeronen aux Japan Academy Prize[1]
- 2020 : Asian Film Critics Association Awards : NETPAC de la meilleure actrice dans un second rôle pour Kioku ni gozaimasen